# Водянська сільська територіальна громада (Запорізька область)
Водянська сільська об'єднана територіальна громада — об'єднана територіальна громада в Україні, в Василівському районі Запорізької області. Адміністративний центр — село Водяне.
Площа громади — 365,21 км², населення — 12 076 мешканців (2020).
Утворена 13 жовтня 2016 року шляхом об'єднання Водянської, Дніпровської та Нововодянської сільських рад Кам'янсько-Дніпровського району.
21 листопада 2017 року внаслідок добровільного приєднання до громади приєдналася Заповітненська сільська рада.

## Населені пункти
До складу громади входять 1 селище (Заповітне) і 7 сіл: 
- Водяне,
- Дніпровка,
- Нововодяне,
- Новоукраїнка,
- Примірне,
- Симиренкове,
- Степове.